# HD 52265 b
HD 52265 b é um planeta extrassolar do tipo gigante gasoso localizado a aproximadamente 92 anos-luz na constelação de Monoceros, orbitando a estrela HD 52265.
Este planeta possui uma massa mínima ligeiramente superior à de Júpiter. A distância média entre o planeta e sua estrela-mãe é metade da distância entre a Terra e o Sol. Sua órbita é excêntrica, durante o periastro o planeta se encontra um pouco mais próximo de HD 52265 do que Mercúrio em relação ao Sol, e durante o apoastro essa distância mais que dobra.